# Vaccinium supracostatum
Vaccinium supracostatum är en ljungväxtart som beskrevs av Hand.-mazz. Vaccinium supracostatum ingår i Blåbärssläktet, och familjen ljungväxter. Inga underarter finns listade i Catalogue of Life.